# Nour Ahmed Youssri
Nour Ahmed Youssri Mohamed Latif, née le 17 juillet 2003, est une joueuse égyptienne de badminton.

## Carrière
Nour Ahmed Youssri obtient la médaille d'argent par équipe aux Jeux africains de la jeunesse de 2018 à Alger. Elle est médaillée de bronze par équipe aux Championnats d'Afrique de badminton 2019 à Port Harcourt ainsi qu'aux Jeux africains de 2019 à Casablanca puis médaillée d'or aux Championnats d'Afrique par équipe en 2020 ainsi que par équipe mixte au Championnat d'Afrique de badminton par équipes mixtes 2021 à Kampala.
Elle est médaillée d'or en simple dames et par équipe et médaillée de bronze en double dames avec Doha Hany aux Championnats d'Afrique de badminton 2022 à Kampala.
Elle est médaillée d'or du Championnat d'Afrique de badminton par équipes mixtes 2023 à Johannesbourg.
Elle remporte aux Jeux africains de 2023 à Accra la médaille de bronze en double dames avec Doha Hany.
Elle est médaillée de bronze du Championnat d'Afrique de badminton par équipes mixtes 2025 à Douala.
Elle est médaillée d'or en simple dames aux Championnats d'Afrique de badminton 2025 à Douala.